# Bovrupkartoteket
Bovrupkartoteket, i Danmark Bovrup-Kartoteket eller Bovrup Bogen är en kopia av medlemsförteckningen för Danmarks Nationalsocialistiske Arbejderparti (DNSAP), och som gavs ut i bokform efter befrielsen.
Kartoteket upprättades av partiledaren Frits Clausen som var bosatt i Bovrup – härav namnet. Under 1945 kopierade medlemmar ur den danska motståndsrörelsen kartoteket eftersom man var upprörda över att tidigare medlemmar i nazistpartiet, utan straff, obemärkt kunde återuppta sin plats i samhället. Motståndsrörelsen publicerade uppgifterna i mars 1946.
Kartoteket innehöll uppgifter om upp till 50 000 medlemmar, men kopian förtecknade bara 28 000 namn. Det har ännu inte varit möjligt att få reda på orsaken till denna skillnad. Kartoteket är indelat efter medlemmarnas bostadsorter och därefter sorterat i alfabetisk ordning med angivande av födelseår, arbete, uppehållsort och datum för inträde.
I en dom från 1946 vid Köpenhamns byret fastslogs att utgivningen föll under den danska arkivlagen, vilket betydde att man bara kunde få tillgång till kartoteket efter ansökan till Justitsministeriet, numer till Rigsarkivet, i varje enskilt fall. Under åren har behandlingen av ansökningarna lett till en praxis att i första hand endast utbildade historiker kan få tillgång till informationen. Därtill har flera lokala listor över medlemmar i DNSAP gjorts tillgängliga. Denna praxis fick Preben Juul Madsen att planera ett offentliggörande av 28 000 namn på CD-ROM. Preben Juul Madsen kom dock snabbt att tvivla på medlemslistans riktighet.
En lång rad kända danskar är registrerade i kartoteket (se nedan).
Utöver originalutgåvan finns flera kopior som också åtnjuter samma lagskydd. Det finns också enskilda exemplar som, av icke närmare kända orsaker, är tillgängliga utanför Justitsministeriet och Rigsarkivet.
Ett liknande kartotek över olika beslutsfattare finns också utgivet.

## Kända medlemmar i DNSAP enligt Bovrupkartoteket
OBS: Denna lista är inte fullständig och skall inte ses som en kopia av kartoteket. Den nämner dock några av de medlemmar i DNSAP som var framstående samhällsmedborgare, antingen under sin tid i DNSAP eller under efterkrigstiden.
| Efternamn, förnamn                    | Yrke | Inträde          | Utträde                                                       | Medlemsnummer |
| ------------------------------------- | --- | ---------------- | ------------------------------------------------------------- | ------------- |
| Andersen, Aage H.                     | | 1934             | 1935 (utesluten, återinträdd) og 20 maj 1944 (åter utesluten) |               |
| Arhoff, Christian                     | Skådespelare | 14 februari 1941 | ?                                                             |               |
| Bangsted, Helge                       | Journalist | ?                | Nej                                                           |               |
| Bergstedt, Harald                     | Journalist | 10 december 1942 | Nej                                                           | 54184         |
| Bille-Brahe, F. (Frits?)              | Baron, banktjänsteman                                                                                              | 22 mars 1938     | (död 24 oktober 1940)                                         |               |
| Boisen, Mogens                        | Kaptenlöjtnant | 26 juni 1940     | ?                                                             |               |
| Bonnén, Folmer                        | Konstmålare | 1 april 1940     | Ja                                                            |               |
| Bonnén, Margrethe                     | Fru | juni 1940        | Ja                                                            |               |
| Bregnø, J.J.                          | Bildhuggare | 28 augusti 1940  | ?                                                             |               |
| Britze, Johannes                      | Vapenmålare | ?                | ?                                                             |               |
| Bryld, Tage                           | Chef för presstjänsten                                                                                             | ?                | 1944 (utesluten)                                              | 17740         |
| Bryld, Børge                          | Jurist | 11 juni 1938     | 1944 (utesluten)                                              | 17841         |
| Bryld, H.C.                           | Landsretsjurist, försäkringsdirektör                                                                               | 11 juni 1938     | 11 mars 1944 (utesluten)                                      | 17655         |
| Christiansen, Harry Nyhave            | Fabrikör, sysselman på Fyn                                                                                         | 19 december 1940 | (mördad 31 augusti 1944)                                      |               |
| Clausen, Frits                        | Partiledare, läkare                                                                                                | 16 november 1930 | 22 november 1944 (utesluten)                                  | 2             |
| Danner, Eugen                         | Journalist | ?                | ?                                                             |               |
| Eggers, Olga                          | Författarinna | 1 juni 1934      | ?                                                             |               |
| Grevenkop-Castenskiold, Erik Wilhelm  | Godsägare | 15 maj 1934      | 1941                                                          |               |
| Grevenkop-Castenskiold, Jørgen Adolph | Godsägare, hovjägmästare                                                                                           | 17 juni 1935     | (död 8 december 1941)                                         |               |
| Hallas, Erling                        | Journalist, partisekreterare                                                                                       | 1934             | ?                                                             |               |
| Hansen, Carlis                        | Snickare | ?                | ?                                                             |               |
| Hansen, Ib Nedermark                  | | 1936/37          | 1942                                                          |               |
| Hentze, Gudmund                       | Konstmålare | 23 oktober 1940  | ?                                                             |               |
| Ingvorsen, Viggo                      | Gångare, lagerchef                                                                                                 | 15 oktober 1940  | 15 mars 1941                                                  |               |
| Jacobsen, Børge                       | Journalist | 1942             | ?                                                             |               |
| Jensen, Hans                          | Kaptenlöjtnant | 11 april 1940    | ?                                                             |               |
| Joensen-Mikines, Sámal                | Konstmålare | 1 augusti 1940   | 2 augusti 1940                                                |               |
| Junior, Christian                     | Byretslagman, ledare för partiets egen domstol                                                                     | augusti 1940     | ?                                                             | 47610         |
| Jørgensen, C.O.                       | Godsägare | ?                | ?                                                             |               |
| Jørgensen, Ejnar                      | | 16 november 1930 | 20 maj 1944 (utesluten)                                       |               |
| Kam, Inger                            | Fru, mor till Søren Kam                                                                                            | 4 december 1940  |                                                               |               |
| Karmark, Henning                      | Filmproducent | augusti 1940     | ?                                                             |               |
| Klitgaard, Karl (Carl) Max            | Försäkringsombud, hemmansägare                                                                                     | 14 november 1934 | 26 maj 1943 (mördad 2 mars 1944)                              |               |
| Knuth, Christa                        | Grevinna | 8 april 1935     | ?                                                             |               |
| Knuth, Frederik Marcus                | Greve, godsägare, sysselman för Lolland                                                                            | 22 april 1938    | ?                                                             |               |
| Larsen, Theofilus                     | Partiledare | ?                | ?                                                             |               |
| Lembcke, Cay                          | Partiledare, ryttmästare                                                                                           | 16 november 1930 | ?                                                             | 1             |
| Lind, Axel                            | Konstmålare | 31 januari 1941  | ?                                                             |               |
| Lærum, Erik                           | Kapten | juni 1940        | 6 september 1941                                              |               |
| Malling, Anders                       | Präst | 1933             | 1936                                                          |               |
| Martinsen, K.B.                       | Kaptenlöjtnant | 26 juni 1940     | maj 1943                                                      |               |
| Meincke, Carl Viggo                   | Revyförfattare | 14 oktober 1940  | ?                                                             |               |
| Meinecke, C.A.                        | Fabrikör | ?                | (dödad 30 mars 1945)                                          |               |
| Meyn, Niels                           | Journalist | 1940             | ?                                                             |               |
| Nielsen, Kai Henning Bothildsen       | | 1938             | ?                                                             |               |
| Nielsen, Knud                         | Storhirdfører (motsv. plutonchef)                                                                                  | ?                | Nej                                                           |               |
| Nordahl-Petersen, Poul                | Journalist | ?                | ?                                                             |               |
| Nordahl-Petersen, Aage                | Journalist | ?                | ?                                                             |               |
| Nordentoft, Knud                      | Författare | 1941             | ?                                                             |               |
| Nygaard, Jakob Bech                   | Författare | 1942             | ?                                                             |               |
| Olsen, Orla                           | Sysselleder (ung. regionchef) i Danmarks Nationalsocialistiske Arbejderparti och gauleiter för Köpenhamns nazister | ?                | 1940                                                          |               |
| Petersen, E. Bach                     | Redaktör för Dansk Front                                                                                           | ?                | ?                                                             |               |
| Petersen, Gert                        | Studerande | 1940             | 1940                                                          |               |
| Petersen, Tage                        | Sekondlöjtnant | oktober 1940     | januari 1941                                                  |               |
| Petersen, Wilfred                     | Ledare för Köpenhamnsavdelningen                                                                                   | ?                | 1932                                                          |               |
| Pontoppidan, Eiler                    | Landsretsjurist | 7 februari 1938  | (dödad 30 mars 1945)                                          |               |
| Popp-Madsen, Carl                     | Lektor, juris doktor                                                                                               | ?                | Ja                                                            |               |
| Rasmussen, Oluf Nyrup                 | Far till senare statsministern Poul Nyrup Rasmussen                                                                | ?                | ?                                                             |               |
| Rasmussen, Poul C.                    | Hypoteksinstitutsdirektör                                                                                          | ?                | ?                                                             |               |
| Salicath, Sven                        | Språklärare | ?                | ?                                                             |               |
| Schalburg, C.F. von                   | SS-Sturmbannführer                                                                                                 | 1938             | 2 juni 1942 (fallen i strid)                                  |               |
| Schalburg, Helga                      | Fru | ?                | 24 april 1943                                                 |               |
| Schimmelmann, Heinrich Carl           | Greve, godsägare                                                                                                   | ?                | ?                                                             |               |
| Schjødt-Eriksen, Svend                | Premiärlöjtnant | 28 juni 1940     | 30 november 1940                                              |               |
| Schleimann, Jørgen                    | Studerande | 1941             | 1943                                                          |               |
| Sehested, Jørgen                      | Stamhusägare, hovjägmästare                                                                                        | juni 1940        | Nej                                                           |               |
| Spies, Simon                          | Trafiktillståndsinnehavare                                                                                         | 5 februari 1942  | 1943                                                          |               |
| Toft, Franz Erik                      | Tolk, vakt, m.m.                                                                                                   | 12 april 1943    | ?                                                             |               |
| Wanscher, Vilhelm                     | Professor | 1942             | 1943                                                          |               |
| Wodschow, Svend Kofoed                | Örlogskapten | ?                | 10 januari 1944 (utesluten)                                   | 7485          |
| Ørnberg, Elna                         | Solodansös | 7 mars 1937      | ?                                                             |               |
| Ørnberg, Leif                         | Solodansör | 3 oktober 1936   | ?                                                             |               |

### Översättning
Den här artikeln är helt eller delvis baserad på material från danskspråkiga Wikipedia.